# Marchesato di Castiglione del Lago
Il marchesato di Castiglione del Lago era un feudo pontificio, a ridosso del lago Trasimeno, con rango marchionale, poi ducale, appartenuto alla famiglia della Corgna (segnata in Perugia fin dal Trecento) dal 1550 al 1647.

## Descrizione e storia
Il Chiugi perugino era costituito dal territorio delimitato ad est dal lago Trasimeno (Stato Pontificio), ad ovest dalla val di Chiana e a nord dai possedimenti di Cortona (Granducato di Toscana), a sud dal torrente Tresa: rappresentava la maggiore rendita fondiaria per Perugia ed una strategica zona cuscinetto tra i due Stati.
Il 1º giugno 1550, a titolo di compensazione per un ingente prestito fatto alla Santa Sede, il papa Giulio III (1550-1555) concesse il luogo, come feudo novennale, a sua sorella Giacoma Ciocchi del Monte, consorte di Francia della Corgna, che demandò la gestione ai figli Ascanio e Fulvio. Il 19 novembre 1563 Pio IV, con un "Motu proprio" eresse la signoria in marchesato confermandone l'investitura ai suddetti due fratelli (per quattro generazioni che, poi, col titolo ducale, potevano proseguire).

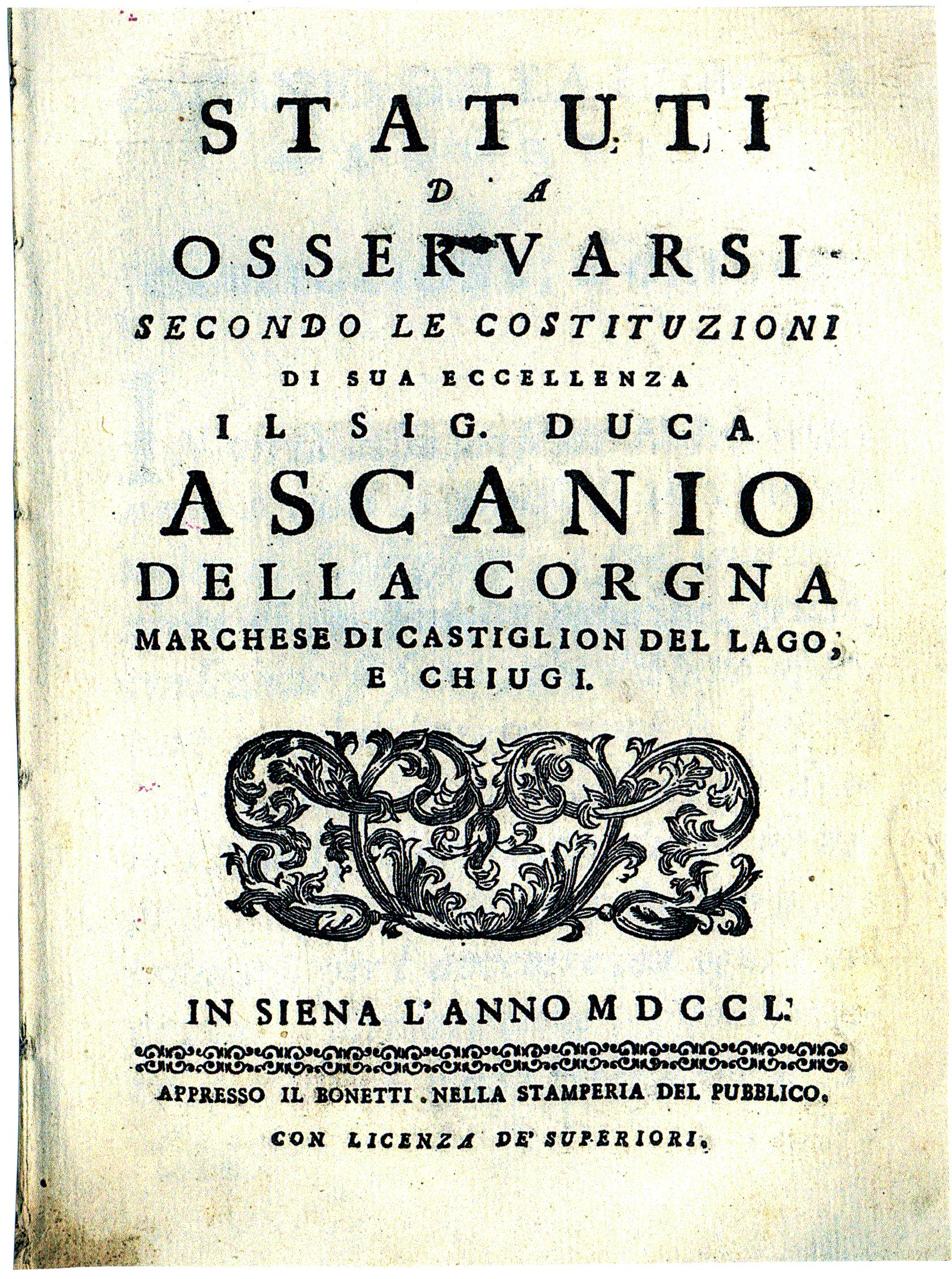
Gli statuti di Ascanio della Corgna

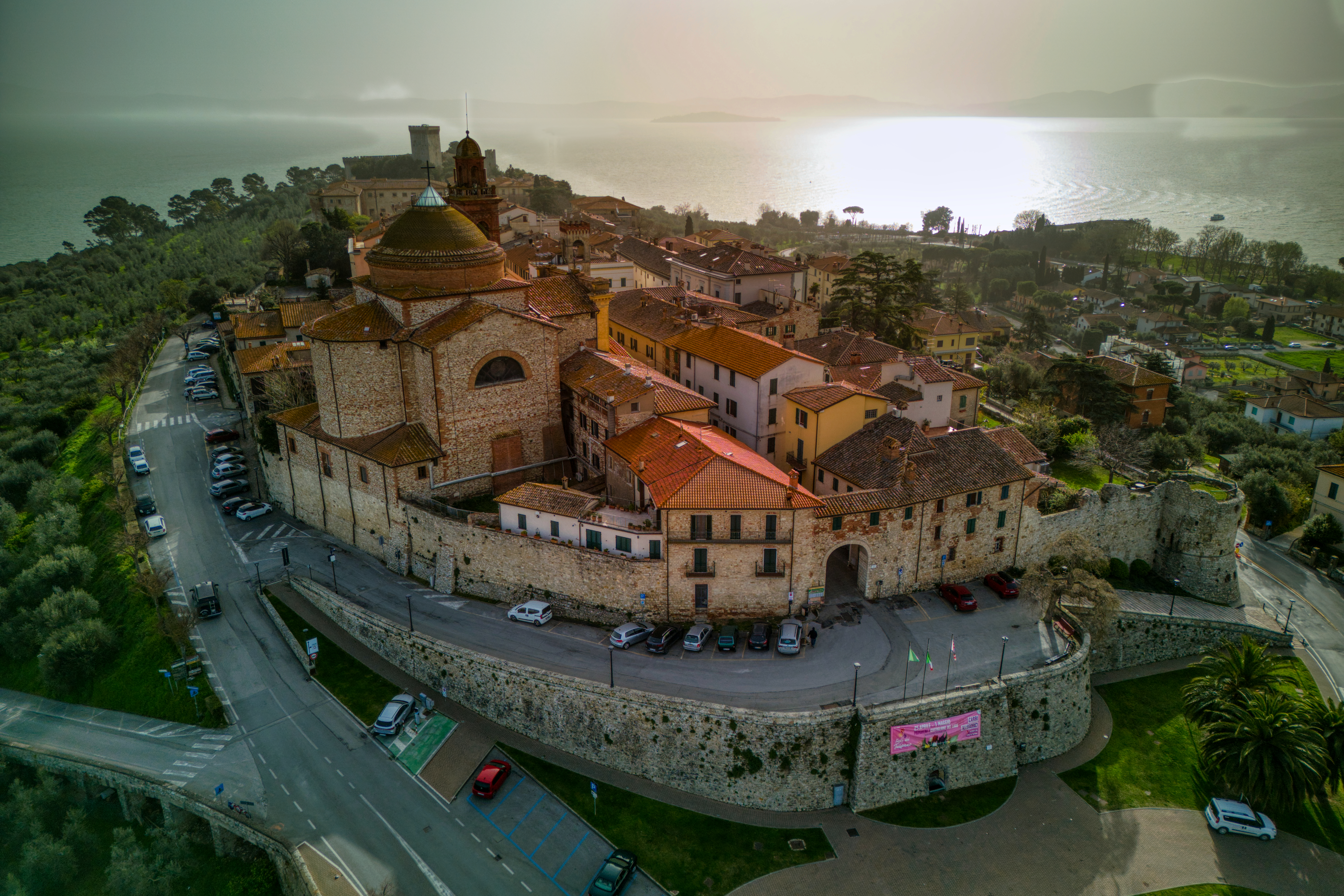
Il borgo murato di Castiglione del Lago

Il nuovo minuscolo Stato diventò proverbialmente, nella regione, il marchesato: esistevano solo, in quella che ora è l'attuale Umbria, i feudi imperiali dei Bourbon del Monte (Monte Santa Maria, Sorbello e Petrella) e di Montoro.
Il territorio era costituito dal borgo fortificato di Castiglione del Lago (200 abitanti), ubicato su una piccola e caratteristica penisola protesa sul lago e da dodici villaggi agricoli, detti poste o ville, coltivati a grano, oliveti, vigneti e gelsi. Essi erano i seguenti: Badia, Cantagallina, Frattavecchia, Gioiella (residenza estiva), Panicarola, Paterno, Petrignano, Piana, Porto, Pozzuolo, Vaiano, Villa. Erano presieduti da un sindaco di nomina marchesale, come lo era il podestà che aveva il compito di amministrare la giustizia.
Il primo marchese Ascanio I (1563-1571), animoso condottiero e appassionato di architettura, cambiò l'aspetto del capoluogo, fortificandolo e facendo trasformare, su progetto di Galeazzo Alessi, le case baglionesche, adiacenti alla rocca del Leone, in un imponente palazzo che suo nipote e successore Diomede farà affrescare da rinomati pittori, tra cui il Pomarancio. La residenza si articolava su quattro piani: in basso le cantine, le scuderie e le rimesse per le carrozze, nel seminterrato i magazzini e le stanze da cucina, poi l'appartamento della famiglia marchionale, compreso quello del cardinale Fulvio, indi l'ammezzato. Fece erigere anche un secondo palazzo a Castel della Pieve, villa che, però, si distaccò dal marchesato nel 1564..
I signori di Castiglione del Lago avevano il potere di mero et mixto imperio e il privilegio di poter battere moneta: a tal proposito, negli anni venti del Novecento, il re d'Italia Vittorio Emanuele III, illustre numismatico, inviò alcuni funzionari nel borgo umbro alla ricerca di una moneta coniata nel periodo corgnesco, che pare sia stata rinvenuta per poi perdersi nella sterminata collezione reale. Un drappello di Guardie svizzere feudali, concesse dal Sovrano Pontefice, vigilavano le tre porte del borgo (fiorentina, romana e senese), sulla sicurezza della famiglia reggente ed i confini del marchesato.
Il feudo disponeva di un proprio vessillo, a bande orizzontali bianche e rosso ruggine, come si evince dagli affreschi della sala dell'investitura del palazzo, dove compare più volte. Lo stemma, invece,  era quello dei della Corgna, caratterizzato dal verde arbusto di corniolo con i frutti vermigli in campo d'argento.
Ascanio I, fautore di un'importante riforma agraria che creò occasioni di lavoro anche per gli stranieri, obbligati, però, a risiedere nel marchesato, il 7 febbraio 1571 emanò gli Statuti, ripartiti in civili, penali e commerciali, aggiornati in seguito dal fratello cardinale Fulvio (coreggente, 1563-1583) e dal nipote e secondo marchese Diomede (1571-1596). La loro funzione era quella di disciplinare, unitamente alle consuetudini, l'organizzazione e il funzionamento della vita della comunità: rimasero a lungo in vigore anche dopo l'estinzione del ducato, in quanto esempio di efficace e moderna normativa.
I marchesi della Corgna avevano uno stile di vita piuttosto sfarzoso e i nobili di Perugia ambivano di essere invitati ai loro ricevimenti: ne fu testimone il segretario di corte Scipione Tolomei, al loro servizio per 30 anni, che ne parlò nelle sue Lettere: le feste erano organizzate e ravvivate dal poeta bernesco Cesare Caporali che morì e fu sepolto a Castiglione. Intorno a lui si arricchiva di significati simbolici il cenacolo letterario voluto da Ascanio II (1596-1606), terzo marchese, che aveva sede nelle tre segrete stanze sotterranee.
Il palazzo era circondato da famosi e lussureggianti giardini, racchiusi entro alte mura: il prato della cavallerizza, il prato all'italiana, il giardino segreto, il frutteto e il cortile della cisterna.
L'ultimo signore castiglionese, Fulvio Alessandro (1606-1647, l'unico che nacque e fu inumato nel marchesato), ricevette la nomina ducale nel 1617 dal papa Paolo V: si trattava, tuttavia, soltanto di un titolo e la superficie del territorio rimase la stessa. Fulvio fece poco per il piccolo ducato che subì un duro assedio, nel 1642, da parte delle truppe del duca di Parma Odoardo I Farnese che chiedevano il passaggio per combattere nella guerra di Castro: la sua morte, il 12 dicembre 1647, e la mancanza di prole maschile causarono la sua estinzione. Il possedimento fu riassorbito nello Stato della Chiesa, per volere del papa Innocenzo X, e dato in enfiteusi ad alcune famiglie nobili di Perugia, come i Baglioni, gli Oddi, i Bourbon di Sorbello. Il feudo, nonostante il titolo ducale dell'ultimo della Corgna, sarà sempre indicato, nei documenti pontifici e nelle carte geografiche, come il marchesato per antonomasia.

## Marchesi di Castiglione del Lago (1563-1647)
| Ritratto | Titolo        | Nome                                    | Periodo                           | Consorte e note |
|          | Marchese      | Ascanio I della Corgna                  | 19 novembre 1563- 3 dicembre 1571 | Giovanna Baglioni |
|          | Co-marchese   | Fulvio I il Cardinale                   | 1563-1583                         | con il fratello Ascanio e il nipote Diomede; era vescovo di Perugia e cardinale                                                |
|          | Marchese      | Diomede della Penna-Corgna              | 1571-1596                         | Porzia Colonna di Zagarolo; nipote di Ascanio e Fulvio                                                                         |
|          | Marchese      | Ascanio II della Penna-Corgna           | 1596-1606                         | Francesca Sforza di Santa Fiora                                                                                                |
|          | Marchese Duca | Fulvio II Alessandro della Penna-Corgna | 1606-1617 -1647                   | Eleonora de Alarcón y Mendoza, Teresa Dudley di Northumberland; primo e unico duca, il feudo fu annesso nello Stato Pontificio |

## Galleria d'immagini

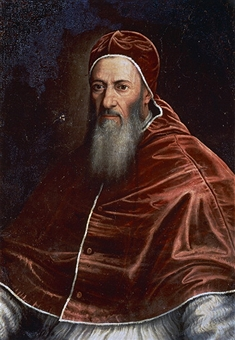
Papa Giulio III
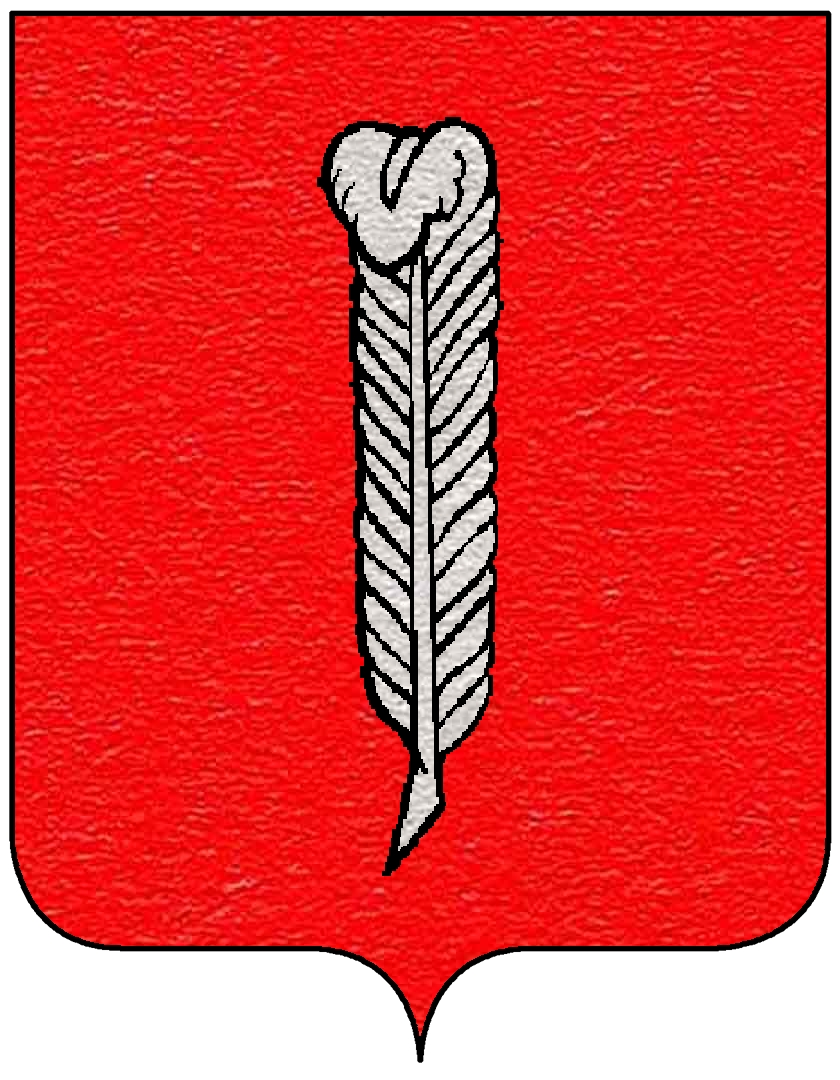
Stemma dei della Penna
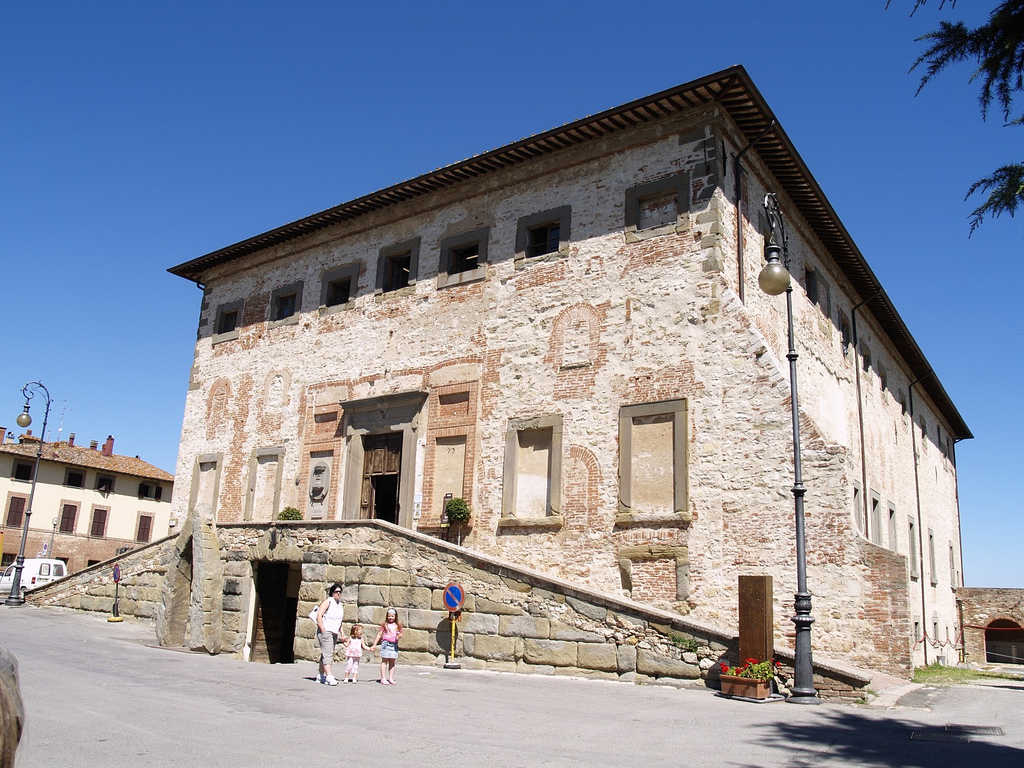
Il palazzo della Corgna
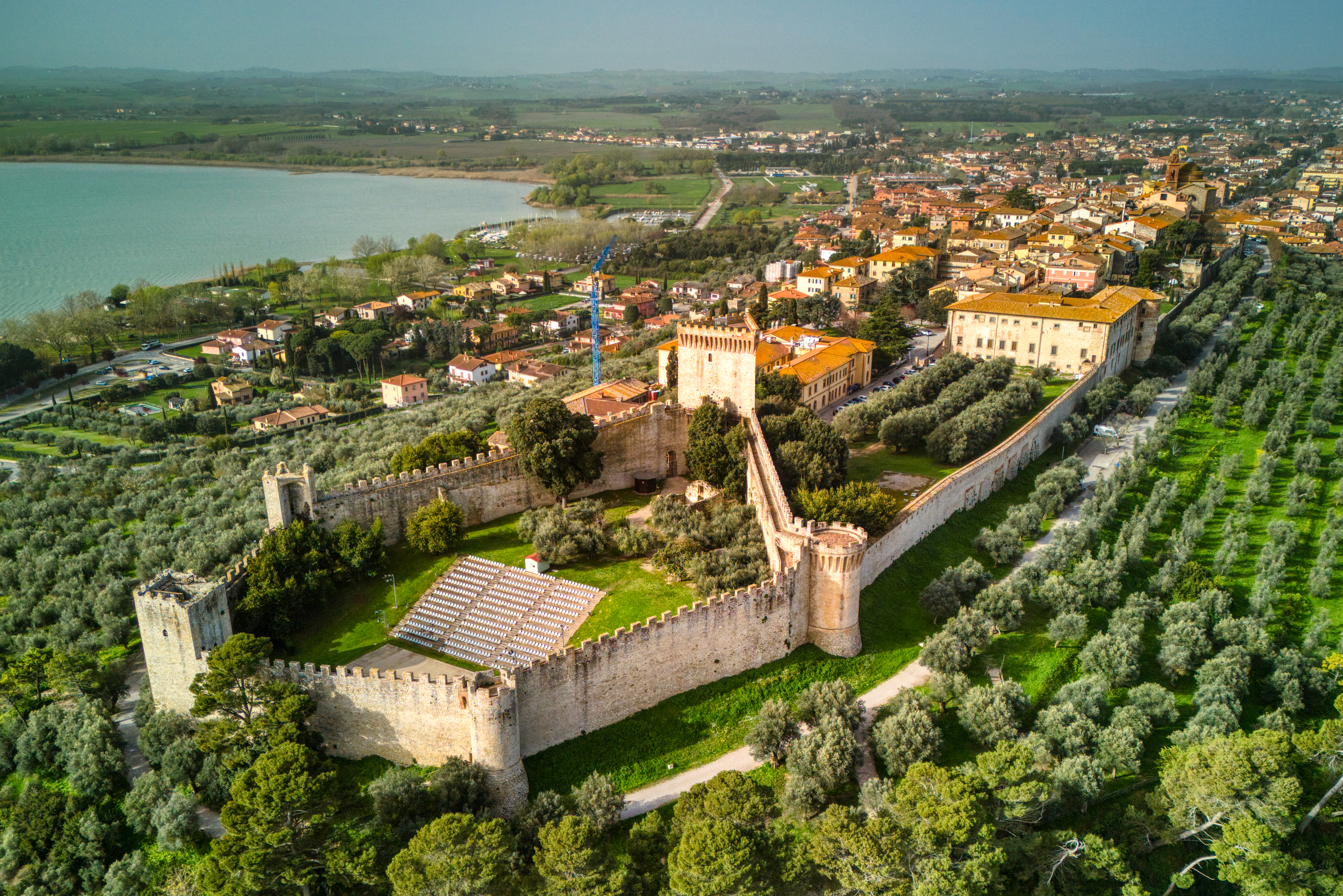
Rocca del Leone
Le Guardie svizzere vigilavano sul feudo
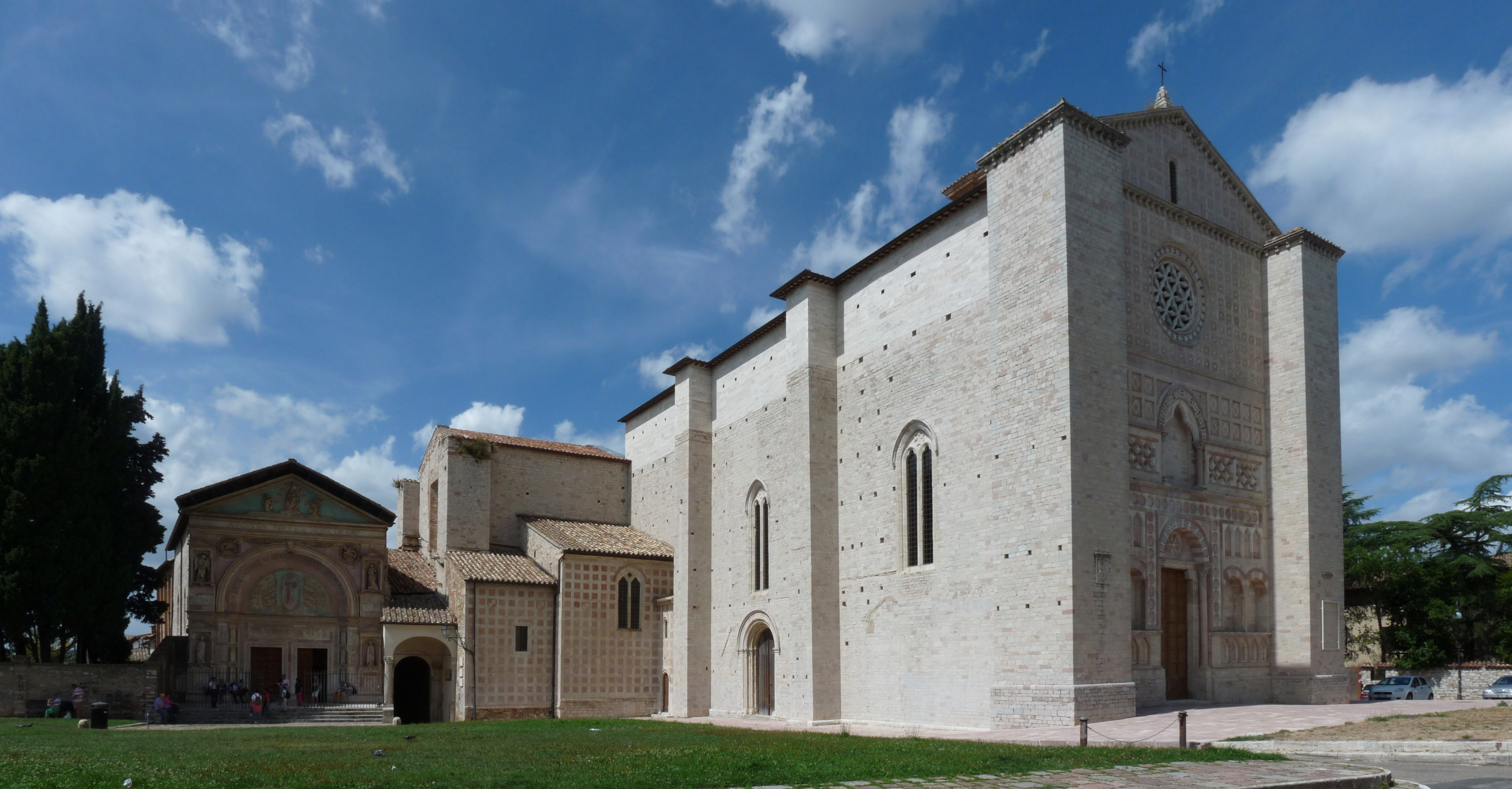
Chiesa di San Francesco al Prato: luogo di sepoltura dei della Corgna